# Religion à Cuba
La religion à Cuba reflète la diversité culturelle de l'île. Cuba est traditionnellement un pays catholique. Parfois le catholicisme est très influencé par le syncrétisme. Une croyance syncrétique commune est la Santería, qui est originaire de Cuba et a été diffusé aux îles voisines ; elle montre des similitudes à la Umbanda brésilienne et a reçu un degré d'appui officiel. D’après certains chercheurs, 85 % des cubains croient en quelque chose, alors qu’ils ne sont que 15 % à pratiquer régulièrement une religion.

## Historique

### 1959 - années 1980

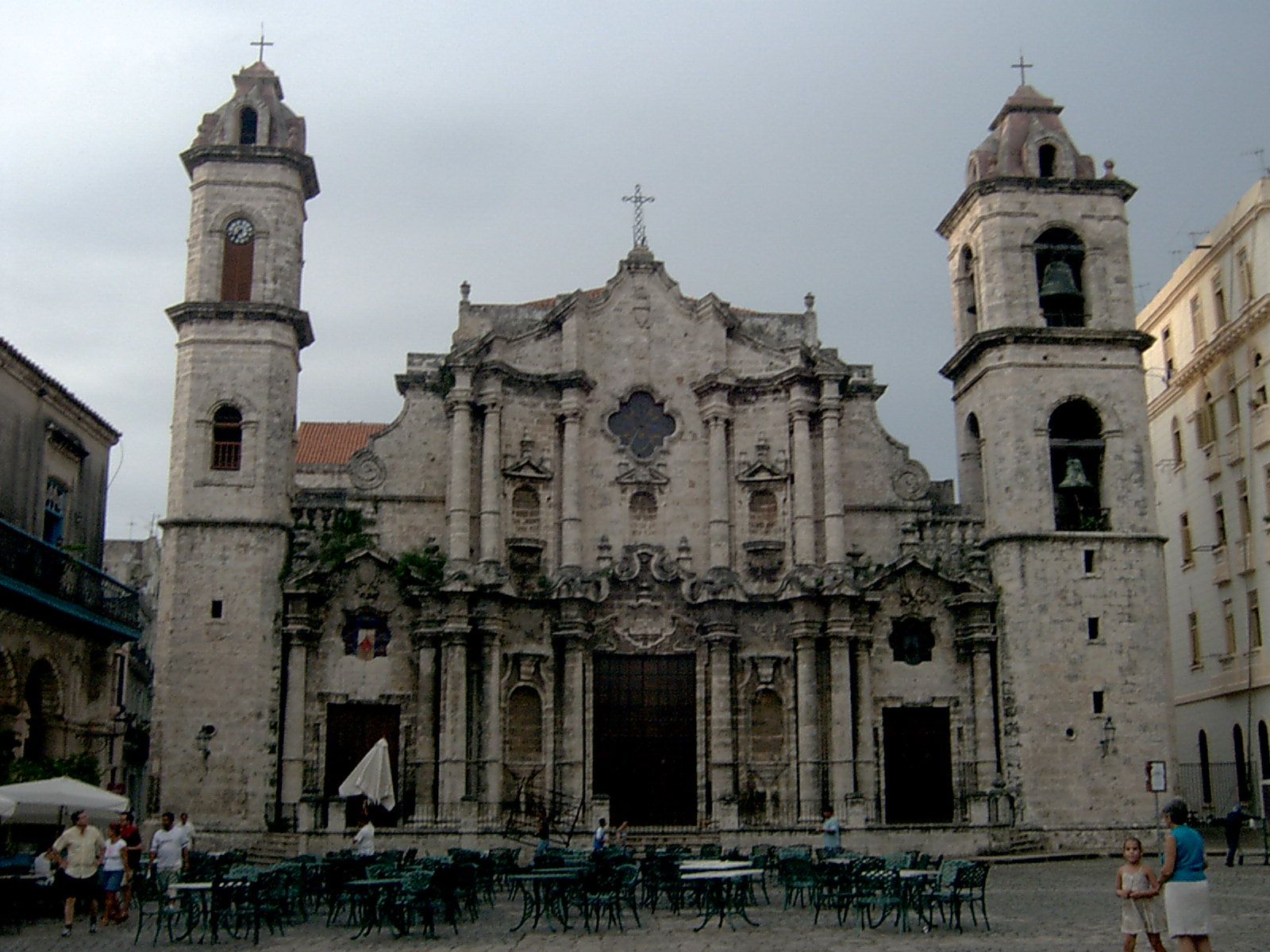
Cathédrale San Cristobal à la Havane

Après la révolution de 1959, Cuba devient officiellement un État athée et limite la pratique religieuse. Le régime expulse ou incarcère plusieurs centaines d’ecclésiastiques : de 1959 à 1961, 80 % des prêtres chrétiens professionnels et des ministres des églises cubaines quittent Cuba pour les États-Unis. Les biens du clergé sont nationalisés. Le nouveau gouvernement castriste persécute les pratiquants de la Santeria et les tient à l'écart du Parti communiste.
Les relations avec les congrégations sont tendues, le gouvernement est très soupçonneux des opérations de l'Église, la blâmant de la collaboration avec la CIA pendant le débarquement de la baie des Cochons et du stockage d'armes pour une « contre-révolution ».
Dans les années 1960, des membres de mouvements religieux (chrétiens, témoins de Jehovah) sont emprisonnés dans les unités militaires d'aide à la production, camps de travail regroupant les Cubains qualifiés d'asociaux.

### Depuis les années 1990
Depuis les années 1990, les religions connaissent un regain de vitalité dans l’île. La crise provoquée par l’effondrement du bloc soviétique pousse de nombreux pauvres à se tourner vers la charité des Églises. Des associations chrétiennes comme Caritas pallient les lacunes du système d’aide sociale.
En 1992, Fidel Castro renonce officiellement à l’athéisme d’État et permet aux catholiques d'être admis au sein du Parti communiste.
Supprimé jusqu'en 1998, le jour de Noël devient férié,.
En janvier 1998, invité par le gouvernement cubain et l'Église catholique, le pape Jean-Paul II effectue une visite historique sur l'île.
Un Bureau des Affaires religieuses, qui dépend du PCC, surveille les activités des Églises qui doivent obtenir la reconnaissance des autorités. Certains prêtres catholiques se sont ralliés au régime castriste, alors que d’autres comme Oswaldo Playa sont des dissidents actifs. L'Église fait toujours face à des restrictions de communication écrite et électronique, et ne peut seulement accepter que des donations provenant de fonds autorisés par l'État.

## Christianisme

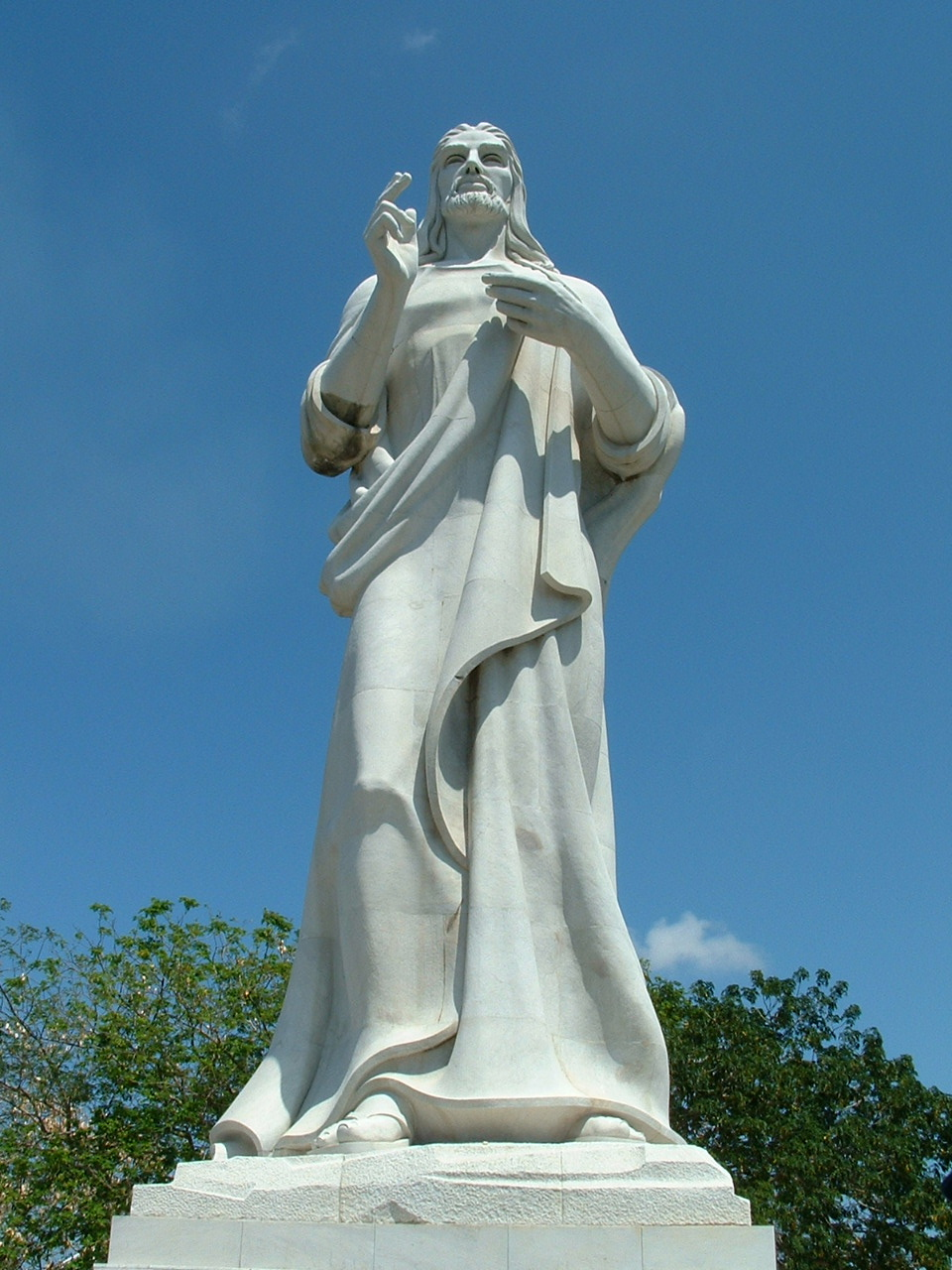
Christ de La Havane.

60 % de la population a reçu le baptême mais seuls 1,5 % sont des catholiques pratiquants. L'Église catholique romaine est composée de la conférence des évêques catholiques cubains (COCC), mené par Jaime Lucas Ortega y Alamino, cardinal et archevêque de La Havane. Elle est formée de onze diocèses, 56 ordres de nonnes et 24 ordres de prêtres.
Selon une étude du Centre de recherches psychologiques et sociologiques, Cuba compterait un demi million de protestants sur une population totale de 11,2 millions de personnes.
La Convention baptiste de l’Ouest de Cuba a été fondée en 1905. En 2011, elle compterait 347 églises et 23.089 membres.
La Convention baptiste de l’Est de Cuba a été fondée en 1905. En 2009, elle compterait 435 églises et 30.200 membres.
On recenserait 96 200 Témoins de Jéhovah.
L’Église catholique et les Églises protestantes ont émergé comme des contre-pouvoir lors des débats de 2018 sur le projet de nouvelle Constitution présenté par le gouvernement. Leur influence a contribué à faire reculer ce dernier sur la question de la reconnaissance du mariage homosexuel. Pour Dionisio Garcia, l’archevêque de Santiago de Cuba, le mariage homosexuel relève du « colonialisme idéologique ».

## Judaïsme
Les juifs ont vécu sur l'île depuis des siècles. Certains Cubains font remonter leur origine juive au marranisme, communauté exilée sous l'inquisition espagnole. Cependant peu de ces derniers pratiquent le judaïsme aujourd'hui.
Il y eut une immigration juive significative à Cuba dans la première moitié du XXe siècle. Comme beaucoup d'autres, des juifs ont quitté Cuba pour les États-Unis après l'arrivée au pouvoir de Fidel Castro, et il y a aujourd'hui une grande communauté au sud de la Floride. Dans la Cuba actuelle, on trouve beaucoup de communautés du Moyen-Orient, y compris les populations juives et libanaises.
Il existe actuellement cinq synagogues pour environ 1 500 Juifs.

## Islam
Apparu entre la fin des années 1990 et le début des années 2000 à Cuba (notamment après la venue dans le pays, encouragés par le gouvernement pakistanais, d'étudiants en médecine, pour remercier le pays d'avoir envoyé du personnel hospitalier cubain lors du séisme de 2005 au Cachemire), l'islam à Cuba est évalué en termes de fidèles entre 1 000 et 10 000 personnes en 2017.

## Religions afro-cubaines

### Santeria
La Santería s'est développée autour des traditions des Yoruba, un des peuples africains rendus en esclavage à Cuba entre le XVIe siècle et le XIXe siècle pour travailler dans les plantations de sucre. La Santería est un mélange de christianisme et de croyances de l'Afrique Occidentale. Cela a permis aux esclaves de maintenir leurs croyances traditionnelles tout en semblant pratiquer le catholicisme. La sainte patronne de Cuba, La Virgen de la Caridad del Cobre (Notre-Dame de la Charité du Cuivre), est un syncrétisme avec la déesse des eaux et de l’amour Ochún de la Santería. Le festival religieux important « La Virgen de la Caridad del Cobre » est célébré par les Cubains tous les ans le 8 septembre. Les autres religions pratiquées sont le Palo Monte, et l'Abakuá, qui ont la grande partie de leur liturgie dans des langues africaines.
Plusieurs centaines de milliers de cubains pratiquent des cultes afrocubains, qui connaissent un succès important. Parmi les rituels venus d'Afrique, la Santeria, appelée aussi Regla de Ocha, est la plus répandue. Persécutés par les Espagnols, les esclaves yorubas originaires du delta du Niger dissimulèrent habilement leurs divinités derrière les saints de la chrétienté pour continuer à leur rendre un culte. Au fil des années, les religions se sont mêlées en un syncrétisme étonnant. Si aujourd'hui la religion catholique n'est pas très répandue, la Santeria, elle, en revanche, fait partie intégrante de l'identité nationale. Les santeros fréquentent les églises et accomplissent des actes de dévotion comme tous les chrétiens, mais au lieu de prier le saint catholique, ils adorent en même temps un de leurs dieux, et ils espèrent ainsi se concilier la protection des deux.

### Autres religions afro-cubaines
Parmi les autres cultes africains pratiqués à Cuba figure le Palo Monte ou Regla Mayombé, pour lequel on utilise des herbes et autres éléments naturels à des fins magiques, ainsi que l'Abakuá, qui est plus qu'une société secrète de secours mutuel réservée aux hommes. Introduit par les esclaves du Congo-Brazzaville, du Congo-Kinshasa et de l'Angola parlant le kikongo, le Palo Monte est fondé sur le culte des morts. Les fidèles appelés paleros exécutent des rites parfois macabres, à la limite de la magie noire. L'abakua est originaire d'une région située entre le Nigéria et le Cameroun. Lors des cérémonies, les participants déguisés en diablotins (diablitos) exécutent des danses et jouent de la musique. Le diablito fait aujourd'hui partie du folklore cubain.